# 中山孝一
中山 孝一（なかやま こういち、1948年8月12日 - ）は、千葉県八千代市出身の元プロ野球選手（投手）。

## 来歴・人物
千葉工商では3年次の1966年、夏の甲子園千葉大会で東金商をノーヒットノーランに抑え、続く東邦大付も7回コールドながらノーヒットノーランで降す。その後も2試合連続で完封勝利、習志野戦で失点するも41回連続無失点記録を達成。続く東関東大会準決勝で竜ヶ崎一高に敗退し、甲子園出場はならなかった。同年の一次ドラフト6位で阪神タイガースに指名されるも入団せず、卒業後の1967年にサッポロビールへ入社。1969年の都市対抗に出場し、同年のドラフト5位で南海ホークスに入団。
入団後は速球投手として期待され、1年目の1970年から先発として起用されるが、同年は1勝に終わる。3年目の1972年には中継ぎに回って34試合に登板し、1973年の巨人との日本シリーズでも2試合に登板。1974年には4月から先発陣の一角として起用され8勝、初めて規定投球回に達し、防御率3.04で投手成績8位にランクイン。1975年・1976年には2年連続2桁勝利を挙げるが、その後は右肩を故障して低迷。1978年オフに山下慶徳との交換トレードでヤクルトスワローズへに移籍するが、1年で自由契約になり、1979年オフには阪神タイガースに移籍。全盛期の力はすでになく、1980年オフに現役を引退。
南海では一、二を争うほどの速球派投手だったが、その一方で制球力に乏しいという欠点もあった。振り上げた右腕をいったん肩でひょいと、かつぐような格好になってから投球する一風変わったフォームの持ち主であった。この変則モーションは、打者のタイミングを外すのに有効だった。南海時代の好調期は内角を突く速球に威力があった。また、速球のほかにスライダー、2種類のナックルボール、外角のカーブを武器とした。

## 詳細情報

### 年度別投手成績
| 年 度     | 球 団     | 登 板 | 先 発 | 完 投 | 完 封 | 無 四 球 | 勝 利 | 敗 戦 | セ 丨 ブ | ホ 丨 ル ド | 勝 率 | 打 者 | 投 球 回 | 被 安 打 | 被 本 塁 打 | 与 四 球 | 敬 遠 | 与 死 球 | 奪 三 振 | 暴 投 | ボ 丨 ク | 失 点 | 自 責 点 | 防 御 率 | W H I P |
| --------- | --------- | ----- | ----- | ----- | ----- | -------- | ----- | ----- | -------- | ----------- | ----- | ----- | -------- | -------- | ----------- | -------- | ----- | -------- | -------- | ----- | -------- | ----- | -------- | -------- | ------- |
| 1970      | 南海      | 16    | 11    | 0     | 0     | 0        | 1     | 6     | --       | --          | .143  | 296   | 65.2     | 68       | 8           | 34       | 0     | 0        | 41       | 1     | 1        | 38    | 29       | 3.95     | 1.55    |
| 1971      | 南海      | 4     | 2     | 0     | 0     | 0        | 0     | 0     | --       | --          | ----  | 61    | 13.0     | 18       | 6           | 4        | 0     | 0        | 10       | 1     | 0        | 13    | 13       | 9.00     | 1.69    |
| 1972      | 南海      | 34    | 2     | 0     | 0     | 0        | 1     | 5     | --       | --          | .167  | 290   | 69.1     | 56       | 6           | 36       | 2     | 1        | 59       | 7     | 0        | 33    | 27       | 3.52     | 1.33    |
| 1973      | 南海      | 16    | 8     | 0     | 0     | 0        | 1     | 3     | --       | --          | .250  | 282   | 68.1     | 58       | 10          | 29       | 1     | 2        | 48       | 3     | 3        | 28    | 27       | 3.57     | 1.27    |
| 1974      | 南海      | 28    | 24    | 3     | 1     | 0        | 8     | 9     | 0        | --          | .471  | 634   | 154.1    | 117      | 20          | 66       | 2     | 3        | 95       | 7     | 0        | 59    | 52       | 3.04     | 1.19    |
| 1975      | 南海      | 23    | 23    | 7     | 2     | 0        | 10    | 7     | 0        | --          | .588  | 569   | 135.2    | 135      | 10          | 44       | 0     | 2        | 64       | 4     | 0        | 55    | 48       | 3.18     | 1.32    |
| 1976      | 南海      | 30    | 29    | 8     | 4     | 1        | 12    | 11    | 0        | --          | .522  | 755   | 176.1    | 165      | 14          | 72       | 1     | 4        | 114      | 1     | 1        | 75    | 69       | 3.53     | 1.34    |
| 1980      | 阪神      | 1     | 0     | 0     | 0     | 0        | 0     | 0     | 0        | --          | ----  | 6     | 0.2      | 3        | 1           | 1        | 0     | 0        | 0        | 0     | 0        | 4     | 4        | 54.00    | 6.00    |
| 通算：8年 | 通算：8年 | 152   | 99    | 18    | 7     | 1        | 33    | 41    | 0        | --          | .446  | 2893  | 683.1    | 620      | 75          | 286      | 6     | 12       | 431      | 24    | 5        | 305   | 269      | 3.54     | 1.33    |

- 各年度の太字はリーグ最高

### 記録
- 初登板・初先発登板：1970年5月2日、対近鉄バファローズ5回戦（大阪球場）、8回3失点（自責点0）で敗戦投手
- 初勝利：1970年8月23日、対ロッテオリオンズ20回戦（大阪球場）、3回表から2番手で救援登板、4回無失点
- 初先発勝利：1973年9月27日、対太平洋クラブライオンズ後期12回戦（大阪球場）、8回2/3を4失点
- 初完投：1974年4月25日、対ロッテオリオンズ前期3回戦（宮城球場）、8回3失点で敗戦投手
- 初完投勝利：1974年5月5日、対ロッテオリオンズ前期5回戦（大阪球場）、9回1失点
- 初完封：1974年9月20日、対阪急ブレーブス後期12回戦（大阪球場）

### 背番号
- 17 （1970年 - 1973年）
- 13 （1974年 - 1979年）
- 44 （1980年）